# Sayyid Diya al-Din Tabatabai

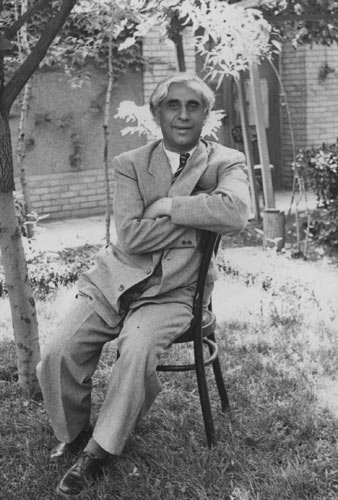
Tabatabai ja gran

Sayyid Diya al-Din Tabatabai (persa: سید ضیاءالدین طباطبایی) (Yedz, 1888 – Teheran, 29 d'agost de 1969) fou un home d'estat iranià.
Va néixer a Yedz però va passar la major part de la seva joventut a Siraz rebent una educació tradicional. Va donar suport a la constitució i va publicar el diari Nida-yi Islam, favorable a la democràcia. Després va marxar a Teheran on va reunir al seu entorn un grup de reformistes anglòfils. Vers l'inici del 1920 fou enviat pel primer ministre Mirza Hasan Khan Wuthuk al-Dawla a Bakú per negociar amb el partit Musavat, antibolxevic. A la tornada va donar suport a la conspiració de Rida Khan que el 20 i 21 de febrer de 1921, amb els seus soldats de la guàrdia cosaca i alguns gendarmes nacionals, van marxar sobre Teheran i la van ocupar derrocant el govern de Sihpadar Mirza Hasan Khan. Llavors Sayyid Diya al-Din Tabatabai fou nomenat primer ministre amb un programa ambiciós de reformes i reconstrucció i la creació d'un exèrcit nacional; els terratinents que se li oposaven foren arrestats i Tabatabai va aconseguir diners de les seves famílies per finançar les reformes. Va restar primer ministre tres mesos però a l'inici de maig de 1921 es va haver d'exiliar a causa de l'oposició del xa i de la cort, els notables, els alts funcionaris i els ulemes, de manera que Rida Khan, el ministre de la guerra i home fort, el va deixar caure. Es va exiliar al Mandat Britànic de Palestina.
El 1931 va participar en el Congrés Islàmic. El 1943 va tornar a Pèrsia, ara sota control britànic i rus. Seguint la seva posició probritànica va fundar el partit de la Voluntat Nacional i fou elegit pel Majlis o Parlament. Durant el període de Mohammed Mussadeq, es va oposar a aquest i al partit Tudeh (comunista). Des de 1955 es va retirar de la política i va morir d'un atac de cor, sent enterrat a Rayy.